# Уайтхолл
Уа́йтхолл (англ. Whitehall) — улица в центре Лондона, название которой стало нарицательным обозначением британского правительства.
Ведёт от здания Британского парламента в Вестминстере к Трафальгарской площади. Раньше здесь располагался одноимённый королевский дворец, от которого сохранился только Банкетный дом (1622, арх. Иниго Джонс). Место дворцовых построек со временем заняли здания Адмиралтейства и Министерства обороны. С этим связано и расположение на улице памятника британским солдатам, павшим во время Первой мировой войны. Здесь же установлена конная статуя Георга герцога Кембриджского.
К Уайтхоллу примыкает Даунинг-стрит (с резиденцией премьер-министра).